# Jamaree Salyer
Jamaree Salyer (Atlanta, 13 luglio 2000) è un giocatore di football americano statunitense che milita nel ruolo di offensive tackle per i Los Angeles Chargers della National Football League (NFL).

## Carriera

### Los Angeles Chargers
Salyer al college giocò a football a Georgia, vincendo il campionato NCAA nel 2021. Fu scelto nel corso del sesto giro (195º assoluto) nel Draft NFL 2022 dai Los Angeles Chargers. Dopo l'infortunio del tackle sinistro Rashawn Slater fu fatto partire come titolare nella settimana 4 e lo rimase per il resto della stagione. La sua prima annata si chiuse disputando tutte le 17 partite, di cui 14 come partente.